# كاريس جيانوبولوس
كاريس جيانوبولوس (باليونانية: Χάρης Γιαννόπουλος)‏ مواليد 13 يوليو 1989 في ألكساندريا، اليونان، هو لاعب كرة سلة يوناني. بدأ مسيرته الاحترافية في سنة 2006. يلعب في الدوري اليوناني لكرة السلة. يحمل الرقم 31. يبلغ طوله 6 قدم 7 بوصة (2.0 م).

## المسيرة الاحترافية
لعب مع نادي أولمبياكوس لكرة السلة في موسم 2008–2009، ثم لعب مع نادي بانيونيس لكرة السلة من سنة 2009 إلى 2011، ثم لعب مع نادي باناثينايكوس لكرة السلة في موسم 2012–2013، ثم لعب مع باسكت مانريسا في الدوري الإسباني في موسم 2013–2014، ثم لعب مع أوبرادويرو لكرة السلة في موسم 2014–2015.

## روابط خارجية
- كاريس جيانوبولوس على موقع الاتحاد الدولي لكرة السلة (الإنجليزية)
- كاريس جيانوبولوس على موقع الدوري الأوروبي لكرة السلة (الإنجليزية)
- كاريس جيانوبولوس على موقع الدوري الإسباني لكرة السلة (الإسبانية)
- كاريس جيانوبولوس على موقع كرة السلة الأوروبية.كوم (الإنجليزية)
- كاريس جيانوبولوس على موقع DraftExpress.com (الإنجليزية)
- كاريس جيانوبولوس على موقع ريلجم (الإنجليزية)
- كاريس جيانوبولوس على موقع سبورتس رفرنس (الإنجليزية)